# Zhonghua minzu
Zhonghua minzu (中华民族 la nation chinoise),, est un terme politique du nationalisme chinois moderne lié aux concepts d'édification de la nation, d'ethnicité et de race dans la nationalité chinoise,.
Zhonghua minzu a été créé au début des périodes Beiyang (1912-1927) et nationaliste (1928-1949) pour inclure le peuple Han et quatre principaux groupes ethniques non-Han : les Mandchous, les Mongols, les Hui et les Tibétains,, sous la notion d'une république à cinq races (chinois simplifié : 五族共和 ; pinyin : Wǔzú gònghé) prônée par Sun Yat-sen et le parti nationaliste Kuomintang (KMT). Il est légèrement différent du mot Hanzu (chinois simplifié : 汉族), un mot n'est utilisé que pour désigner les chinois Han.
Zhonghua minzu a été initialement rejeté en république populaire de Chine (RPC), mais ressuscité après la mort de Mao Zedong pour inclure les Chinois Han aux côtés de 55 autres groupes ethniques en tant que famille chinoise collective,. Depuis la fin des années 1980, le changement le plus fondamental dans la politique des nationalités et des minorités de la RPC est le changement de nom de Zhongguo renmin (chinois simplifié : 中国人民 ; « le peuple chinois ») en Zhonghua minzu (chinois simplifié : 中华民族 ; « la nation chinoise »), signalant un changement de nom d'un État populaire communiste multinational de Chine à un État-nation chinois multiethnique avec une seule identité nationale chinoise.

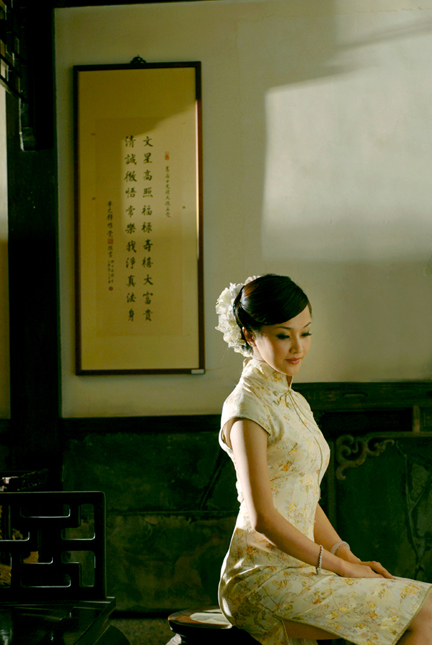
Femme portant un cheongsam ou qipao, une robe ethnique fusion typique d'origine mandchoue absorbant les styles Han et Mongol.

## Histoire
Un terme proto-nationaliste plus ancien dans l’histoire chinoise serait Huaxia, mais les racines immédiates du Zhonghua minzu se situent dans la dynastie Qing fondée par le clan mandchou Aisin Gioro dans ce qui est aujourd'hui le nord-est de la Chine. Les empereurs Qing cherchaient à se présenter comme des dirigeants confucéens idéaux pour les Chinois Han, des Bogdo Khan pour les Mongols et des rois Chakravartin pour les bouddhistes tibétains.
Dulimbai gurun (ᡩᡠᠯᡳᠮᠪᠠᡳ

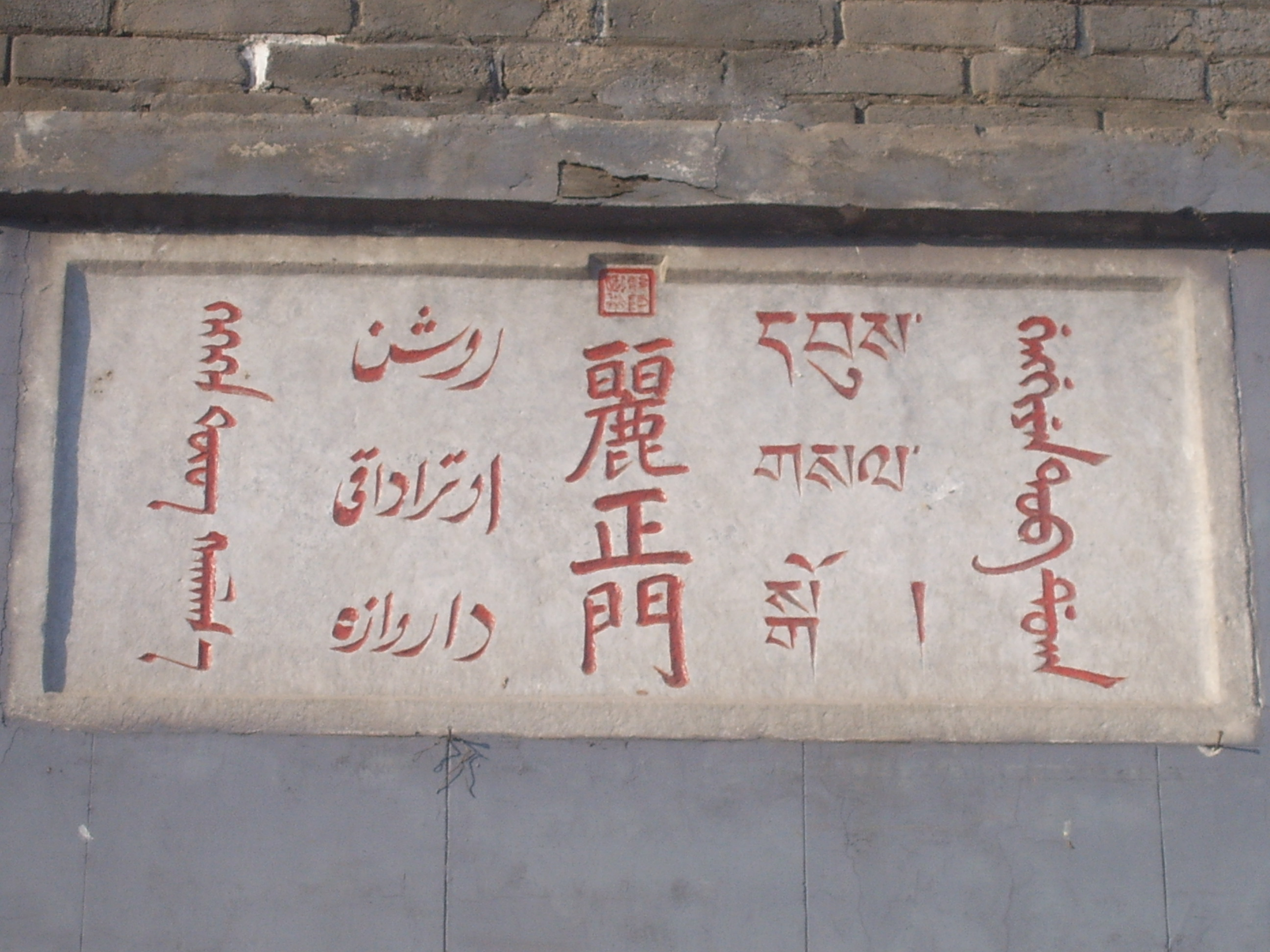
Porte Lizheng à la résidence de montagne de Chengde. Sur le panneau accroché au-dessus de la porte sont écrites les lettres utilisées sous la dynastie Qing. De gauche à droite : écriture mongole, écriture arabe tchaghataï, chinoise, tibétaine et mandchoue. Ces cinq langues sont collectivement appelées « langues chinoises ».

ᡤᡠᡵᡠᠨ) est le nom mandchou de la Chine. Il a la même signification que le nom chinois Zhongguo (chinois simplifié : 中國 ; « Empire du Milieu »). Les Qing ont identifié leur État comme « Chine » (Zhongguo) et l'ont appelé Dulimbai Gurun en mandchou. Les Qing assimilaient les terres de l'État Qing, y compris la Mandchourie, le Xinjiang, la Mongolie, le Tibet et d'autres régions actuelles, à la « Chine » dans les langues chinoise et mandchoue, définissant la Chine comme un État multiethnique, rejetant l'idée que la Chine signifiait seulement régions Han, proclamant que les peuples Han et non-Han faisaient partie de la Chine, utilisant « Chine » pour désigner les Qing dans les documents officiels, les traités internationaux et les affaires étrangères, et la « langue chinoise » (Dulimbai gurun i bithe) faisait référence aux langues chinoise, mandchoue et mongole, et le terme Zhongguo zhi ren (chinois simplifié : 中國之人; ᡩᡠᠯᡳᠮᠪᠠᡳ
ᡤᡠᡵᡠᠨ ᡳ
ᠨᡳᠶᠠᠯᠮᠠ Dulimbai gurun-i niyalma « peuple chinois ») faisait référence à tous les sujets Han, Mandchous et Mongols des Qing.
Lorsque les Qing ont conquis la Dzoungarie en 1759, ils ont proclamé que la nouvelle terre avait été absorbée par la Chine (Dulimbai gurun) dans un mémorial en langue mandchoue. Les Qing ont exposé leur idéologie selon laquelle ils rassemblaient les non-Han « extérieurs » comme les Mongols et les Tibétains, ainsi que les Chinois Han « intérieurs », en « une seule famille » unie dans l'État Qing, montrant que les divers sujets des Qing faisaient tous partie d'une seule famille, les Qing utilisaient l'expression Zhongwai yijia (chinois simplifié : 中外一家) ou neiwai yijia (chinois simplifié : 內外一家 ; litt. « intérieur et extérieur comme une seule famille »), pour transmettre l'idée d'une unification des différents peuples. Une version en langue mandchoue d'un traité avec l'Empire russe concernant la juridiction pénale sur les bandits appelait les habitants des Qing comme « le peuple du royaume central (Dulimbai gurun) ». Dans le récit officiel mandchou de Tulišen en langue mandchoue de sa rencontre avec le chef mongol Torgut Ayouki Khan, il a été mentionné que même si les Torguts étaient différents des Russes, le « peuple du Royaume central » (dulimba-i gurun) était comme les Mongols de Torgut, et le « peuple du Royaume Central » faisait référence aux Mandchous.
Avant la montée du nationalisme, les gens étaient généralement fidèles à la cité-État, au fief féodal et à son seigneur ou, dans le cas de la Chine, à un État dynastique. La Révolution française et les développements ultérieurs en Europe ont ouvert la voie à l'État-nation moderne et le nationalisme est devenu l'une des forces politiques et sociales les plus importantes de l’histoire. Le nationalisme s'est répandu au début du XIXe siècle  en Europe centrale et de là à l'Europe de l'Est et du Sud-Est et au début du XXe siècle, le nationalisme a commencé à apparaître en Chine.
Alors que les dirigeants Qing adoptaient le modèle impérial chinois Han et considéraient leur État comme Zhongguo (chinois simplifié : 中國, le terme désignant la Chine en mandarin standard), et que le nom « Chine » était couramment utilisé dans les communications internationales et les traités tels que le Traité de Nankin, certains nationalistes Han tels que Sun Yat-sen ont initialement décrit les Mandchous comme des « envahisseurs étrangers » à expulser et prévoyaient d'établir un État-nation Han sur le modèle de l'Allemagne et du Japon. Craignant que cette vision restrictive de l’État-nation ethnique n’entraîne la perte de grandes parties du territoire impérial, les nationalistes chinois ont rejeté ce concept. L'abdication de l'empereur Qing a inévitablement conduit à une controverse sur le statut des territoires du Tibet et de la Mongolie. Alors que l'empereur a officiellement légué tous les territoires Qing à la nouvelle république, la position des Mongols et des Tibétains était que leur allégeance était au monarque Qing ; avec l’abdication des Qing, ils ne devaient plus aucune allégeance au nouvel État chinois. Cela a été rejeté par la République de Chine, puis par la République populaire de Chine.

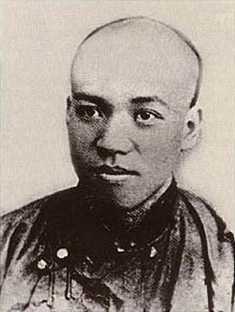
Liang Qichao, qui a proposé le concept de « Zhonghua Minzu (la nation chinoise) ».

Cette évolution de la pensée chinoise s’est reflétée dans l’expansion du sens du terme Zhonghua minzu. Initialement inventé par le philologue tardif Qing Liang Qichao, Zhonghua minzu faisait initialement référence uniquement aux Chinois Han. Il a ensuite été élargi pour inclure l'Union des cinq races sous une seule, basée sur les catégories ethniques des Qing.
Sun Yat-sen a encore élargi ce concept lorsqu'il a écrit :

« 有人說，清室推翻以後，民族主義可以不要。這話實在錯了。…現在說五族共和，我們國內何止五族呢？我的意思，應該把我們中國所有各民族融化成一個中華民族。 …並且要把中華民族造成很文明的民族，然後民族主義乃為完了。
Certains disent qu’après le renversement des Qing, nous n’aurons plus besoin du nationalisme. Ces mots sont certainement faux... Nous parlons actuellement d'unifier les « cinq nationalités », mais notre pays compte certainement bien plus que cinq nationalités ? Ma position est que nous devrions unir tous les peuples de Chine en une seule nation chinoise (Zhonghua minzu)... et développer cette nation en une nation avancée et civilisée ; alors seulement le nationalisme prendra fin. »

Le concept de Zhonghua minzu a été adopté publiquement pour la première fois par le président Yuan Shikai en 1912, peu après le renversement de la dynastie Qing et la fondation de la République de Chine. Face à l'indépendance imminente de la Mongolie extérieure de la Chine, Yuan Shikai a déclaré : « La Mongolie extérieure fait partie du Zhonghua minzu [la nation chinoise] et appartient à une seule famille depuis des siècles » (chinois simplifié : 外蒙同為中華民族，數百年來儼如一家).
Après la fondation de la RPC, le concept de Zhonghua minzu a été influencé par la politique soviétique des nationalités. Officiellement, la RPC est un État unitaire composé de 56 groupes ethniques, parmi lesquels les Han sont de loin les plus nombreux. Le concept de Zhonghua minzu est considéré comme une catégorie globale composée de personnes vivant à l'intérieur des frontières de la RPC.
Ce terme a continué à être invoqué et reste un concept puissant en Chine au XXIe siècle. En Chine continentale, il continue d'être utilisé car les dirigeants chinois doivent unifier en une seule entité politique un ensemble très diversifié de groupes ethniques et sociaux ainsi que mobiliser le soutien des Chinois d'outre-mer dans le développement de la Chine est inclus dans l'article 22 du Règlement sur le travail du Front uni du Parti communiste chinois : « ...promouvoir l'unité nationale et le progrès, et renforcer l'identification des masses de tous les groupes ethniques avec la grande patrie, la nation chinoise, la culture chinoise , le Parti communiste chinois et le socialisme à caractéristiques chinoises. » Zhonghua minzu est également l'une des cinq identifications.
A Taïwan, il a été invoqué par le président Ma Ying-jeou comme un concept unificateur qui inclut à la fois le peuple de Taïwan et celui de la Chine continentale, sans interprétation possible selon laquelle Taïwan fait partie de la république populaire de Chine, alors que des termes tels que « peuple chinois » peuvent l'être, étant donné que la RPC est communément appelée « Chine ».

## Implications
L'adoption du concept de Zhonghua minzu pourrait donner lieu à une réinterprétation de l’histoire chinoise. Par exemple, la dynastie Qing était à l’origine parfois qualifiée de dynastie de conquête (en) ou de régime non-Han. À la suite de l'adoption de l'idéologie Zhonghua minzu, qui considère les Mandchous comme un membre du Zhonghua minzu, les dynasties fondées par des minorités ethniques ne sont plus stigmatisées.
Le concept de Zhonghua minzu conduit néanmoins également à réévaluer le rôle de nombreuses figures héroïques traditionnelles. Des héros tels que Yue Fei et Zheng Chenggong, qui étaient à l'origine souvent considérés comme ayant combattu pour la Chine contre les incursions barbares, ont été requalifiés par certains comme des minzu yingxiong (« héros ethniques ») qui n'ont pas combattu contre les barbares mais contre d'autres membres de la Zhonghua minzu – respectivement les Jürchen et les Mandchous. Dans le même temps, la Chine a donné l'exemple de héros tels que Gengis Khan, qui est devenu un héros national en tant que membre du Zhonghua minzu.

## Ambiguïté
Le concept de Zhonghua minzu a parfois donné lieu à des frictions avec les pays voisins comme la Mongolie, la Corée du Nord et la Corée du Sud, qui revendiquent des peuples et des États historiques régionaux. Par exemple, l'idée de Gengis Khan comme « héros national » est contestée par la Mongolie qui, depuis la chute du socialisme, a explicitement positionné Gengis Khan comme le père de l’État mongol. Les rejets chinois de cette position impliquent des tactiques telles que souligner que plus de Mongols de souche vivent en Chine que la Mongolie et que l'État moderne de Mongolie a acquis son indépendance de la République de Chine qui revendiquait le droit légal d'hériter de tous les territoires Qing, y compris la Mongolie, à travers l'édit impérial d'abdication de l'empereur Qing.

## Résistance au concept de nation chinoise (Zhonghua minzu)
Depuis la nomination de Xi Jinping au poste de secrétaire général du Parti communiste chinois en novembre 2012, l’administration Xi Jinping a promu le slogan du « Grand renouveau de la nation chinoise ».
La vénération pour l’ancêtre légendaire du peuple chinois, l’Empereur jaune, s’est intensifiée, et dans certaines régions comme le territoire ouïghour et le Tibet, certaines personnes ressentent du ressentiment face à leur assimilation dans le concept de la « Zhonghua minzu ».
Par ailleurs, une résistance au nationalisme chinois existe également chez les partisans de l’mouvement indépendantiste taïwanais et chez les localistes hongkongais. En réaction à cela, un nationalisme hongkongais a émergé, tandis que le nationalisme taïwanais, défendu par l’historien taïwanais Su Beng, a gagné en influence. La théorie selon laquelle les Hongkongais formeraient un groupe ethnique distinct, appelée théorie de l’ethnicité hongkongaise, a également été influencée par ces idées.
Le concept de nation chinoise a aussi été abordé dans le cadre des conflits territoriaux, sur la base de l’idée selon laquelle « les terres habitées par la nation chinoise doivent être gouvernées par un seul État ». Ces idées sont désignées sous le nom de nationalisme pan-chinois, et à Hong Kong, les partisans de cette idéologie sont souvent tournés en ridicule avec le terme Zhōnghuá jiāo. Le terme « Grande Chine » lui-même provient de l’idée traditionnelle selon laquelle la Chine aurait historiquement formé une civilisation unifiée.
Liu Zhongjing, un théoricien politique résidant aux États-Unis, a soutenu que le concept de nation chinoise est une construction politique, et a défendu la théorie du Zhu-Xiaïsme (諸夏主義).
Chan Ho-tin a déclaré que Pékin affirme que la République populaire de Chine est un État-nation avec une identité nationale unifiée appelée « Zhonghua Minzu » ou la « race chinoise »., Ce concept, utilisé pour servir des objectifs politiques et impérialistes, inclut divers groupes tels que les Tibétains, les Mongols, les Shanghaïens, les Taïwanais, les habitants de Hong Kong ainsi que la diaspora chinoise à travers le monde. Selon la position officielle de Pékin, tous ces groupes font partie de la « race Zhonghua » et doivent donc loyauté au gouvernement central., Bien que cela soit considéré comme absurde par de nombreux universitaires, cela reste la ligne officielle du parti. Chan Ho-tin a critiqué ce nationalisme comme un masque pour l’impérialisme. Il a souligné les violations par Pékin de l’Accord des Dix-Sept Points avec le Tibet, les promesses non tenues lors de l’adhésion à l’OMC, ainsi que les manquements à la Déclaration conjointe sino-britannique qui ont réduit les libertés à Hong Kong.,

## Relations avec le Japon
Tang Chunfeng, un universitaire chinois spécialiste des affaires okinawaïennes, a exprimé son soutien au mouvement pour l’indépendance des Ryūkyū et a affirmé que le peuple ryūkyūan est un descendant de la nation chinoise,.
Zhao Dong, membre du Comité préparatoire pour la région autonome spéciale des Ryūkyū de Chine, qui affirme que Okinawa est un territoire chinois, a déclaré que « les Ryūkyū font partie du domaine de la nation chinoise »,.
En août 1948, Kiyuna Tsugumasa, un ancien espion pour la République de Chine, a déclaré : « Nous faisons partie de la nation chinoise et devons soutenir la libération de nos frères ryūkyūans ».